# Reação de Allan-Robinson
A reação de Allan-Robinson ocorre entre o-hidroxiarilcetonas com anidridos aromáticos, originando flavonas (ou isoflavonas).
Se forem usados anidridos alifáticos, também podem ser formadas cumarinas (acilação de Kostanecki).

Reação de Allan-Robinson

## Mecanismo

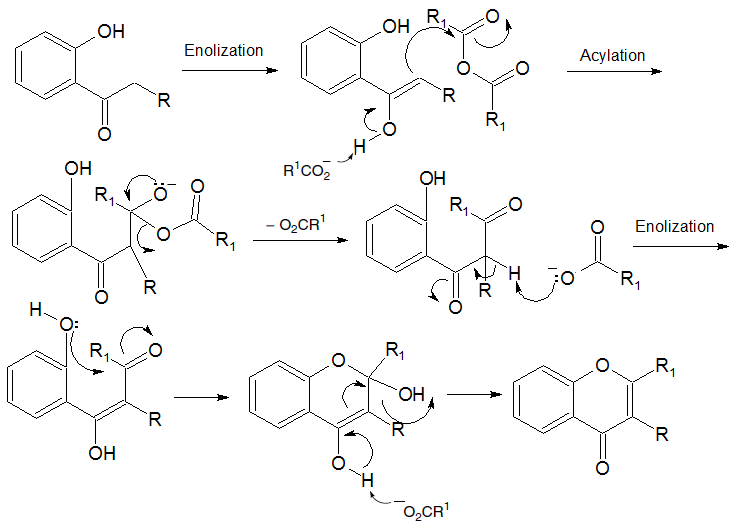
Mecanismo da reação de Allan-Robinson

O primeiro passo é uma enolização (conversão da cetona no seu tautômero enol). A segunda etapa é uma acilação na qual a ligação dupla recém-formada na enolização ataca um carbono eletrofílico no anidrido. A terceira etapa é a eliminação do carboxilato, uma vez que ele é o melhor grupo abandonador. Como resultado, o carboxilato resultante ataca um hidrogênio alfa para gerar a função enol novamente na etapa quatro. A quinta etapa consiste no ataque do hidróxido nucleofílico ao carbono carbonílico para originar um novo anel heterocíclico de seis membros. A estrutura resultante sofre uma transferência de prótons na etapa 6 para a obtenção do produto final. Todas essas seis etapas ocorrem no frasco reacional submetido a aquecimento.